# راگول
راگُل دهستانی در استان آلمریای اسپانیا است.
در این دهستان ۳۹۲ نفر زندگی می‌کنند. مساحت این دهستان ۲۷ کیلومتر مربع است.